# ديفيد بيرس
ديفيد بيرس (بالإنجليزية: David Pearce)‏ (8 مايو 1959 بنيوبورت في المملكة المتحدة - 20 مايو 2000) هو ملاكم بريطاني وبريطاني، صنّف ضمن فئة وزن ثقيل.

## روابط خارجية
- ديفيد بيرس على موقع بوكس ريك (الإنجليزية) (registration required)